# The Kentucky Fried Movie
The Kentucky Fried Movie – amerykańska komedia z 1977 w reżyserii Johna Landisa do której scenariusz napisali Jim Abrahams oraz bracia Zuckerowie: David i Jerry. W filmie Landisa gościnnie zagrało kilku znanych aktorów: Bill Bixby, Barry Dennen, Henry Gibson, George Lazenby i Donald Sutherland.
Piosenka tytułowa filmu to Carioca napisana do amerykańskiego filmu muzycznego Karioka z 1933.

## Fabuła
Na film składają się parodie różnych gatunków filmowych takich jak horrory, filmy akcji, szpiegowskie, sztuk walki i pornografia. Pojawiają się również fikcyjne programy publicystyczne i telewizyjne oraz reklamy potrzebnych w codziennym życiu urządzeń. Wszystko to miesza się i tworzy zaskakującą całość.

## Obsada
- Evan C. Kim jako Loo
- Han Bong-soo jako Doktor Klahn
- Agneta Eckemyr jako Ming Chow
- Marilyn Joi jako Cleopatra

i inni.

### Gościnnie
- Bill Bixby jako On sam
- Barry Dennen jako Claude LaMont
- Henry Gibson jako On sam
- George Lazenby jako Architekt
- Donald Sutherland jako Kelner